# Fondatorul
Fondatorul (titlu original: The Founder) este un film american istoric biografic de dramă din 2016 regizat de John Lee Hancock și scris de Robert Siegel. Rolurile principale au fost interpretate de actorii Michael Keaton ca Ray Kroc, Nick Offerman și John Carroll Lynch ca fondatorii McDonald's Richard și Maurice McDonald.

## Distribuție
- Michael Keaton - Ray Kroc
- Nick Offerman - Richard "Dick" McDonald
- John Carroll Lynch - Maurice "Mac" McDonald
- Linda Cardellini - Joan Smith
- B. J. Novak - Harry J. Sonneborn
- Laura Dern - Ethel Kroc
- Justin Randell Brooke - Fred Turner
- Kate Kneeland - June Martino
- Patrick Wilson v Rollie Smith
- Griff Furst - Jim Zien
- Wilbur Fitzgerald - Jerry Cullen
- Afemo Omilami - Mr. Merriman